# Sternycha approximata
Sternycha approximata là một loài bọ cánh cứng trong họ Cerambycidae.